# George Scott Railton
George Scott Railton, född 1849, död 1913. Frälsningsofficer och sångförfattare. William Booths främste medarbetare i Frälsningsarmén och dess föregångare Kristna Missionen. Den förste frälsningsofficeren med kommendörs rang. 1880 startade han FA:s arbete i USA och 1886 i Tyskland.

## Psalmer
- Lyss, lyss, min själ
- Se, kamrater, vilka skaror mot fördärvet går
- Sjungen högt om frälsning
- Till strid vi dragit ut
- Vem vill kämpa för Gud överallt